# Shote Galica
Shote Galica (1895-1927), născută sub numele de Qerime Halil Radisheva, a fost o luptătoare albaneză din mișcarea de eliberare națională Kachak, mișcare care a avut scopul de a unifica toate teritoriile albaneze și de a sprijini instaurarea unui guvern național democratic în Albania. Ea a fost declarată în Albania, Eroină a Poporului.

## Biografie
S-a născut în satul Radisheve din regiunea Drenica, ce se află astăzi în Kosovo. A avut șase frați. S-a căsătorit cu Azem Galica în 1915. Shote a luat parte la Revolta din Dukagjini împotriva statului sârb din 1919 și la lupta împotriva represiunii sârbilor de la Junik din perioada 1922-1923. În anul 1925 după moartea soțului ei, Azem Galica, a preluat conducerea trupelor de partizani și a luptat împreună cu Bajram Curri în Hasi i Prizrenit și în Lumë. Potrivit mărturiilor, ea ar fi capturat un comandant militar sârb și mai mulți soldați la Çikatova. În iulie 1927, ea s-a retras în Albania și a trăit ultimele luni de viață în Fushe-Kruje, unde a murit. Shote Galica a fost o luptătoare legendară la vremea ei.

## Familie
În iulie 1924 a luat parte la lupta pentru Drenica (Arbania e Vogël, Mica Albanie). După moartea soțului ei, Azem Galica, din iulie 1925 a continuat să lupte și să-i conducă pe războinicii albanezi kosovari. Împreună cu sute de luptători din fostul vilayet Kosovo, a luptat împotriva forțelor armate ale Regatului Iugoslaviei, pierzând în total 22 de membri ai familiei sale în lupta cu forțele naționale de securitate.

## Citate
A rămas în amintirea oamenilor și prin afirmația: Viața fără cunoaștere este ca un război fără arme.